# Ла-Гранха (Касерес)
Ла-Гранха (ісп. La Granja) — муніципалітет в Іспанії, у складі автономної спільноти Естремадура, у провінції Касерес. Населення — 366 осіб (2010).
Муніципалітет розташований на відстані близько 200 км на захід від Мадрида, 90 км на північ від Касереса.

## Демографія
Динаміка населення (INE ):

## Галерея зображень

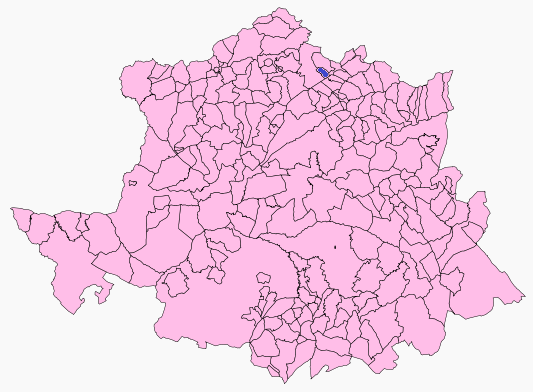
Розташування муніципалітету у провінції Касерес